# Trichotosia odoardii
Trichotosia odoardii är en orkidéart som beskrevs av Friedrich Fritz Wilhelm Ludwig Kraenzlin. Trichotosia odoardii ingår i släktet Trichotosia och familjen orkidéer. Inga underarter finns listade i Catalogue of Life.